# Lunghezza

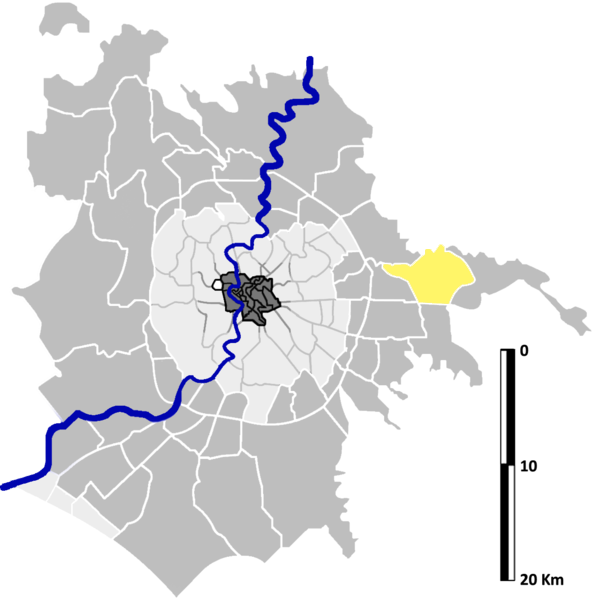
Localisation de Lunghezza sur la carte administrative de Rome.

Lunghezza est une zona di Roma (zone de Rome) située à l'est de Rome dans l'Agro Romano en Italie. Elle est désignée dans la nomenclature administrative par Z.X et fait partie des Municipio VI. Sa population est de 28 818 habitants répartis sur une superficie de 22,68 km2.
Il forme également une « zone urbanistique » désigné par le code 8.e, qui compte en 2010 : 27 886 habitants.

## Lieux particuliers
- Château de Lunghezza
- Église Santissima Trinità a Lunghezza (1939)
- Église Santa Restituta
- Église Santa Maria di Loreto, (1957)
- Église Sant'Eligio (1963)
- Église Santa Maria Josefa del Cuore di Gesù